# Yannick Bazin
Yannick Bazin (ur. 18 czerwca 1983 w Fontenay-aux-Roses) – francuski siatkarz, grający na pozycji rozgrywającego; reprezentant kraju. W 2009 znalazł się w kadrze narodowej na mistrzostwa Europy, w czasie których zastąpił kontuzjowanego Pierre'a Pujola. Reprezentacja Francji zdobyła wtedy wicemistrzostwo. 

## Sukcesy klubowe
Mistrzostwo Francji:
- 2009, 2015

Puchar Białorusi:
- 2013

Mistrzostwo Białorusi:
- 2013

Superpuchar Francji:
- 2014

Puchar Francji:
- 2015[4]

## Sukcesy reprezentacyjne
Mistrzostwa Europy:
- 2009